# Ulrik Fredriksen
Ulrik Tillung Fredriksen (Bergen, 17 giugno 1999) è un calciatore norvegese, difensore del Fredrikstad.

## Carriera

### Club
Fredriksen ha cominciato la carriera con la maglia del Sædalen, compagine militante nelle divisioni inferiori del campionato norvegese. Nel corso del 2016, è stato ingaggiato dal Fyllingsdalen.
Sempre durante il 2016, è stato ingaggiato dal Sogndal, che lo ha inizialmente aggregato alla formazione giovanile. Con questa maglia, ha esordito in Eliteserien in data 7 maggio 2017: è stato schierato titolare nella partita pareggiata per 0-0 sul campo dell'Haugesund, nel corso della quale è stato espulso.
Al termine del campionato 2017, il Sogndal è retrocesso in 1. divisjon. Fredriksen è rimasto in squadra e il 22 aprile 2018 ha trovato le prime reti con questa maglia: ha siglato una doppietta nel 4-1 inflitto al Kongsvinger.
Il 13 gennaio 2020 è stato reso noto il suo passaggio all'Haugesund, a cui si è legato con un accordo quadriennale. Scaduto questo contratto, il 14 gennaio 2024 ha rinnovato con l'Haugesund per altre due stagioni.
Il 5 marzo 2025 è stato ufficializzato il suo trasferimento al Fredrikstad, per cui ha firmato un contratto biennale.

### Nazionale
Fredriksen ha rappresentato la Norvegia a livello Under-18, Under-19, Under-20 e Under-21. Con la compagine Under-20 ha partecipato al mondiale 2019, in cui la Norvegia è stata eliminata al termine della fase a gironi.

## Statistiche

### Presenze e reti nei club
Statistiche aggiornate al 12 marzo 2025.
| Stagione         | Club             | Campionato       | Campionato | Campionato | Coppe nazionali | Coppe nazionali | Coppe nazionali | Coppe continentali | Coppe continentali | Coppe continentali | Supercoppe | Supercoppe | Supercoppe | Totale | Totale |
| Stagione         | Club             | Comp             | Pres       | Reti       | Comp            | Pres            | Reti            | Comp               | Pres               | Reti               | Comp       | Pres       | Reti       | Pres   | Reti   |
| ---------------- | ---------------- | ---------------- | ---------- | ---------- | --------------- | --------------- | --------------- | ------------------ | ------------------ | ------------------ | ---------- | ---------- | ---------- | ------ | ------ |
| 2014             | Sædalen          | 6D               | ?          | ?          | CN              | ?               | ?               | -                  | -                  | -                  | -          | -          | -          | ?      | ?      |
| 2015             | Sædalen          | 5D               | ?          | ?          | CN              | ?               | ?               | -                  | -                  | -                  | -          | -          | -          | ?      | ?      |
| Totale Sædalen   | Totale Sædalen   | Totale Sædalen   | ?          | ?          |                 | ?               | ?               |                    | -                  | -                  |            | -          | -          | ?      | ?      |
| gen.-ago. 2016   | Fyllingsdalen    | 2D               | 14         | 1          | CN              | 0               | 0               | -                  | -                  | -                  | -          | -          | -          | 14     | 1      |
| 2017             | Sogndal          | ES               | 16         | 0          | CN              | 3               | 0               | -                  | -                  | -                  | -          | -          | -          | 19     | 0      |
| 2018             | Sogndal          | 1D               | 26+2       | 2+1        | CN              | 2               | 0               | -                  | -                  | -                  | -          | -          | -          | 30     | 3      |
| 2019             | Sogndal          | 1D               | 26+1       | 1+0        | CN              | 2               | 0               | -                  | -                  | -                  | -          | -          | -          | 29     | 1      |
| Totale Sogndal   | Totale Sogndal   | Totale Sogndal   | 68+3       | 3+1        |                 | 7               | 0               |                    | -                  | -                  |            | -          | -          | 78     | 4      |
| 2020             | Haugesund        | ES               | 22         | 1          | -               | -               | -               | -                  | -                  | -                  | -          | -          | -          | 22     | 1      |
| 2021             | Haugesund        | ES               | 27         | 0          | CN              | 0               | 0               | -                  | -                  | -                  | -          | -          | -          | 27     | 0      |
| 2022             | Haugesund        | ES               | 14         | 0          | CN              | 1               | 0               | -                  | -                  | -                  | -          | -          | -          | 15     | 0      |
| 2023             | Haugesund        | ES               | 20         | 1          | CN              | 3               | 0               | -                  | -                  | -                  | -          | -          | -          | 23     | 1      |
| 2024             | Haugesund        | ES               | 30+2       | 0          | CN              | 0               | 0               | -                  | -                  | -                  | -          | -          | -          | 32     | 0      |
| Totale Haugesund | Totale Haugesund | Totale Haugesund | 113+2      | 2          |                 | 4               | 0               |                    | -                  | -                  |            | -          | -          | 119    | 2      |
| 2025             | Fredrikstad      | ES               | 0          | 0          | CN              | 0               | 0               | UECL               | 0                  | 0                  | -          | -          | -          | 0      | 0      |
| Totale carriera  | Totale carriera  | Totale carriera  | 198+2+     | 7+0+       |                 | 11+             | 0+              |                    | -                  | -                  |            | -          | -          | 211+   | 7+     |

## Palmarès

### Club

#### Competizioni giovanili
- Norgesmesterskapet G19: 1

Sogndal: 2018